# Guzhang
Der Kreis Guzhang (古丈县 Gǔzhàng Xiàn) ist ein chinesischer Kreis, der zum Verwaltungsgebiet des Autonomen Bezirks Xiangxi der Tujia und Miao im Nordwesten der chinesischen Provinz Hunan gehört. Die Fläche beträgt 1.286 Quadratkilometer und die Einwohnerzahl 134.400 (Stand: Ende 2018).

## Geographie
Guzhang liegt westlich von Hunan und in der östlichen Mitte der Präfektur Xiangxi. Das Wuling-Gebirge verläuft diagonal durch die Region und erreicht eine Gipfelhöhe von 1.146 Metern und eine Mindesthöhe von 147 Metern. Der Hauptfluss ist der Youshui. Die angrenzenden kreisfreien Verwaltungsbezirke sind Yongshun im Norden, Yuanling im Osten, Luxi und Jishou im Süden sowie Huayuan im Westen.

## Administrative Gliederung
Der Kreis setzt sich aus vier Großgemeinden und acht Gemeinden zusammen. Diese sind:
- Großgemeinde Guyang 古阳镇
- Großgemeinde Luoyixi 罗依溪镇
- Großgemeinde Morong 默戎镇
- Großgemeinde Gongshilin 红石林镇

- Gemeinde Pingba 坪坝乡
- Gemeinde Hepeng 河蓬乡
- Gemeinde Shuangxi 双溪乡
- Gemeinde Gaofeng 高峰乡
- Gemeinde Duanlingshan 断龙山乡
- Gemeinde Yantouzhai 岩头寨乡
- Gemeinde Shanzao 山枣乡
- Gemeinde Gaowangjie 高望界乡